# The Window Purpose
The Window Purpose is het eerste volledige studioalbum van Wolverine. Het werd op 25 november 2001 uitgebracht door DVS Records. In 2005 werd een heruitgave hiervan uitgebracht op Elitist Records. Het album is opgenomen in juli 2001 in de Spacelab geluidsstudio in Kemper in Duitsland; dat was destijds de geluidsstudio van Everon. De muziekproducenten Phillips en Moos speelden destijds in Everon.

## Musici
- Stefan Zell – zang, basgitaar
- Mikael Zell – gitaar
- Per Broddesson – gitaar
- Andreas Daglien – toetsinstrumenten
- Marcus Losbjer – slagwerk en grunt

Met:
- Oliver Phillips –zang
- Jamina Jansson – zang Leaving yesterday
- Joakim Jahlmar – stem op End

## Muziek
| Nr. | Titel                  | Duur |
| --- | ---------------------- | ---- |
| 1.  | End                    | 0:45 |
| 2.  | My room                | 8:04 |
| 3.  | His cold touch, part 1 | 9:42 |
| 4.  | His cold touch, part 2 | 1:52 |
| 5.  | Leaving yesterday      | 7:11 |
| 6.  | Towards loss           | 5:55 |
| 7.  | Coma                   | 7:25 |
| 8.  | Release                | 2:12 |
| 9.  | Post life              | 5:57 |